# كيك (برنامج)
كيك (بالإنجليزية: Keek)‏ كانت خدمة شبكات اجتماعية مجانية تمكن المستخدمين من تحميل فيديوهات تحديث عن يومياتهم أو الحالة التي يعشونها وتسمى بكيكس، قام بتطويرها المبرمج الكندي الإسرائيلي إسحاق رايشيك. البرنامج متوفر على أندرويد والآيفون وبلاك بيري وعلى الكمبيوتر ولكن بنسخة ويب. أول ظهور للبرنامج كان في عام 2011 .وكان القصد من وراء إنشاء الشركة هو الرغبة في خلق شبكة تواصل اجتماعي ذات طابع شخصي وحقيقي، وقد وصف موقع كِيك بأنه يمثل مزيجاً بين عدة مواقع اجتماعية شهيرة، من ضمنها موقع التواصل الاجتماعي الشهير تويتر و موقع انستجرام و موقع تمبلر، وأنه نسخة مصغرة من موقع اليوتيوب. ولكن الذي يميز موقع كِيك هو تركيزه على مقاطع الفيديو القصيرة التي لا تتجاوز 36 ثانية خلافًا لكثير من المدونات المرئية الاحترافية التي تكثر على موقع اليوتيوب.

## الخدمات
My streama real-time stream of events Keeks: هو فيديو مدته 36 ثانية وقد عرض بالموقع.
Keekbacksهي تعلقيات مسجلة بالصوت والصورة .
Private keeksفيديو خاص تقوم أنت بإرساله أو شخص يرسله لك ومدته 36 ثانية.
Followingمتابعة شخص ما لكي تصل لك تحديثتها
Subscribingاشتراك
Dashboarda place to manage content, settings and activity, adjust settings, edit profile, view "My stream", view stats, manage people, etc. users that you are following or subscribed to.
My statsan analytics tool to track the popularity of your account
Top 100a listing of the most popular users on keek
Who to followa listing of suggested users to follow which include celebrities, musicians, popular YouTubers, etc.
Kreda community rating system used to rate keek users
@mentionsa way to highlight an area of interest for the @mentioned user to see
Sharingallows for sharing to Facebook, Twitter or Tumblr and embedding into your web blog.
Latest keeksa real-time stream of all keeks posted that can be filtered by country
Klusterssimilar to تويتر on Twitter but for keeks

## وصلات خارجية
- الموقع الرسمي